# GV (entreprise)
GV, anciennement Google Ventures, est un fonds de placement américain fondé par Google en 2009 et depuis 2015 filiale d'Alphabet, qui investit dans les jeunes entreprises spécialisées dans les nouvelles technologies. GV cherche à investir dans de nouvelles entreprises de domaines technologiques variés comme l'Internet, le développement durable (cleantech), la santé (biotechnologies).
L'entreprise a été fondée le 31 mars 2009, avec un capital de 100 millions de dollars. La liste de ses partenaires comprend entre autres Wesley Chan, Joe Kraus, Kevin Rose, Bill Maris, Karim Faris, Krishna Yeshwant, et Rich Miner,
GV a des bureaux à Mountain View en Californie, à New York, à Cambridge dans le Massachusetts et à Londres.
En décembre 2015, la compagnie a été renommée GV avec un nouveau logo.

logo de Google Ventures de 2009 jusqu'en 2015.

## Investissements
| Entreprise                   | Domaine                                                                              | Date           | Montant                                                                                                 |
| ---------------------------- | ------------------------------------------------------------------------------------ | -------------- | --- |
| Pixazza,                     | Publicité sur internet                                                               | Mars 2009      | 5,75 millions $                                                                                         |
| Silver Spring Networks (en), | Logiciels de réseau de distribution d'électricité « intelligent »                    | Mars 2009      | 75 millions $                                                                                           |
| VigLink (en),                | Création de liens web                                                                | Juin 2009      | 800 000 $ (avec First Round Capital (en))                                                               |
| V-Vehicle,                   | Véhicules à propulsion alternative                                                   | août 2009      | 66,26 millions $ (avec d'autres investisseurs)                                                          |
| Adimab,                      | Biotechnologie                                                                       | Octobre 2009   | 14 millions $                                                                                           |
| EnglishCentral,              | Enseignement de l'anglais                                                            | Octobre 2009   | Non divulgué                                                                                            |
| SCVNGR (en),                 | Jeu pervasif pour téléphones mobiles                                                 | Décembre 2009  | 4 millions $                                                                                            |
| OpenCandy (en)               | Publicités sur logiciel                                                              | Avril 2010     | 5 millions $                                                                                            |
| Recorded Future,             | Analyse des tendances sur internet                                                   | Mai 2010       | 10 millions $                                                                                           |
| Corduro                      | Services de paiement                                                                 | Mai 2010       | Non divulgué                                                                                            |
| Miso                         | Télévision sociale                                                                   | Mai 2010       | 4 millions $ (avec Hearst)                                                                              |
| Trada                        | Publicités à paiement par clic                                                       | Juillet 2010   | 5,75 millions $                                                                                         |
| iPierian                     | Biotechnologie                                                                       | Septembre 2010 | 22 millions $                                                                                           |
| Miso Media                   | Applications musicales                                                               | Décembre 2010  | 600 000 $                                                                                               |
| RelayRides (en)              | Service de location de voitures de proximité                                         | Décembre 2010  | Non divulgué                                                                                            |
| LawPivot                     | Services juridiques en ligne                                                         | Janvier 2011   | 600 000 $                                                                                               |
| Dasient (en)                 | Sécurité informatique                                                                | Février 2011   | Non divulgué                                                                                            |
| CoolPlanetBiofuels           | Développement d'un biocarburant basé sur la photosynthèse des plantes                | Mars 2011      | Non divulgué                                                                                            |
| 23andMe                      | Biotechnologie (Propose à ses clients d'établir une analyse de leur code génétique). | Mai 2011       | 3,2 millions $                                                                                          |
| Rocket Lawyer (en)           | Services juridiques en ligne                                                         | Août 2011      | 18,5 millions $ (avec August Capital et Investor Growth Capital)                                        |
| Clean Power Finance (en)     | Financement d'installations solaires pour particuliers                               | Septembre 2011 | 75 millions $                                                                                           |
| Yesware (en)                 | Extension pour courriels                                                             | Septembre 2011 | 4 millions $ (avec Foundry Group et d'autres)                                                           |
| Enterproid (en)              | Gestion de mobilité d'entreprise (en)                                                | Octobre 2011   | 11 millions $ (avec Comcast Ventures et Qualcomm Ventures)                                              |
| Foundation Medicine          | Lutte contre le cancer                                                               | Novembre 2011  | 33,5 millions $ (avec d'autres investisseurs)                                                           |
| Triptrotting                 | Offre d'hébergement et d'activités locales pour touristes                            | Mai 2012       | 1,8 million $ (avec Idealab (en), LaunchpadLA, 500 Startups, Golden Seeds, WI Harper Group et d'autres) |
| Vungle                       | Vidéos publicitaires                                                                 | Mai 2012       | 2 millions $                                                                                            |
| Smarterer                    | Tests d'évaluation de compétences                                                    | Juin 2012      | 1,75 million $ (avec d'autres investisseurs)                                                            |
| DocuSign                     | Signatures numériques pour documents électroniques                                   | Septembre 2012 | Non divulgué                                                                                            |
| Blue Bottle Coffee           | Torréfaction artisanale pour un café bio                                             | Octobre 2012   | 20 millions $ (avec True Ventures et d'autres)                                                          |
| Rally.org (en)               | Financement collectif pour divers projets                                            | Septembre 2012 | Non divulgué                                                                                            |
| Clever                       | Enseignement                                                                         | Octobre 2012   | Non divulgué                                                                                            |
| UpStart                      | Mise en relation entre investisseurs et personnes à projets                          | Avril 2013     | 5,9 millions $ (avec d'autres investisseurs)                                                            |
| OpenCoin                     | Paiements numériques                                                                 | Mai 2013       | 5 millions $ (avec Union Square Ventures)                                                               |
| Airware (en)                 | Drones aériens                                                                       | Mai 2013       | 10,7 millions $ (avec Andreessen Horowitz)                                                              |
| Uber                         | Service de véhicules de tourisme avec chauffeur                                      | Août 2013      | 257,79 millions $                                                                                       |
| Lime                         | Location de véhicules urbains.                                                       | Juin 2018      | 300 millions €                                                                                          |
| Lightmatter                  | Semi conducteur optoélectronique                                                     | Février 2019   | 22 millions $                                                                                           |
| StatusPro                    | Réalité virtuelle axée sur le sport                                                  | Février 2024   | 20 millions $                                                                                           |